# تابستان ۴۲
تابستان ۴۲ (انگلیسی: Summer of '42) یک فیلم زندگینامه‌ای و کمدی-درام به کارگردانی رابرت مالیگن است که در سال ۱۹۷۱ منتشر شد.

## بازیگران
از بازیگران آن می‌توان به جنیفر اونیل و کریستوفر نوریس اشاره کرد.